# یساول (درجه نظامی)

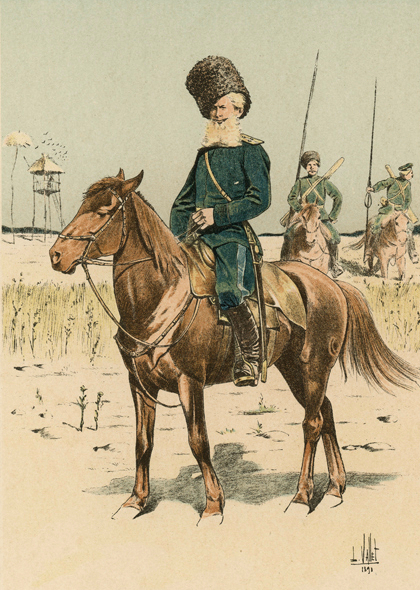
اوسائول

یساول یا اوسائول (به روسی: есау́л، به اوکراینی: осавул) (از ریشۀ ترکی: yasaul - به معنی: رئیس، فرمانده، قائد)، یک پست و رتبۀ نظامی در واحدهای کازاک‌های اوکراین و روسیه است.
اولین سوابق این درجۀ نظامی نشان می‌دهد که این رتبه توسط استفان باتوری، پادشاه لهستان در سال ۱۵۷۶ میلادی معرفی شده‌ است.